# (33343) Madorobin
1998 XT10 (asteroide 33343) é um asteroide da cintura principal. Possui uma excentricidade de 0.07371800 e uma inclinação de 7.27894º.
Este asteroide foi descoberto no dia 15 de dezembro de 1998 por ODAS em Caussols.